# Denton (Nebraska)
Denton és una població dels Estats Units a l'estat de Nebraska. Segons el cens del 2000 tenia 189 habitants.

## Demografia
Segons el cens del 2000, Denton tenia 189 habitants, 77 habitatges, i 49 famílies. La densitat de població era de 521,2 habitants per km².
Dels 77 habitatges en un 31,2% hi vivien nens de menys de 18 anys, en un 51,9% hi vivien parelles casades, en un 9,1% dones solteres, i en un 35,1% no eren unitats familiars. En el 26% dels habitatges hi vivien persones soles el 9,1% de les quals corresponia a persones de 65 anys o més que vivien soles. El nombre mitjà de persones vivint en cada habitatge era de 2,45 i el nombre mitjà de persones que vivien en cada família era de 3.
Per edats la població es repartia de la següent manera: un 24,3% tenia menys de 18 anys, un 6,9% entre 18 i 24, un 32,8% entre 25 i 44, un 25,9% de 45 a 60 i un 10,1% 65 anys o més.
L'edat mediana era de 36 anys. Per cada 100 dones de 18 o més anys hi havia 98,6 homes.
La renda mediana per habitatge era de 50.750 $ i la renda mediana per família de 55.417 $. Els homes tenien una renda mediana de 32.500 $ mentre que les dones 23.250 $. La renda per capita de la població era de 21.620 $. Aproximadament el 4,7% de les famílies i el 9% de la població estaven per davall del llindar de pobresa.

## Poblacions més properes
El següent diagrama mostra les poblacions més properes.